# Takelure
Die Takelure wurde als kurbelgetriebenes, akustisches Signalgerät auf Segelschiffen verwendet. Mit der Kurbel wurde über einen Exzenter ein Blasebalg betrieben, der eine aufschlagende Zunge zur Tonerzeugung anregt (vermutlich wie bei der Martinstrompete). Der Schallaustritt wird mitunter als kupferner Schalltrichter beschrieben. 
Bis zur Einführung der Dampfmaschine und somit der Möglichkeit des druckluftbetriebenen Diaphons oder des elektrischen Nebelhorn musste jedes größere Segelschiff solch ein Gerät mit sich führen. 
Mitunter wird das Gerät in Zusammenhang mit der Lure (Blasinstrument) gebracht, was aber in Bezug auf Funktion und Anwendung nicht begründet ist.